# Бевилаква, Талли
Талли Луиза Бевилаква (англ. Tully Louise Bevilaqua; урожд. Крук (англ. Crook); род. 19 июля 1972 года в Мерредин, штат Западная Австралия, Австралия) — австралийская профессиональная баскетболистка, выступавшая в женской национальной баскетбольной ассоциации. Выставила свою кандидатуру на драфте ВНБА 1998 года, однако не была выбрана ни одной из команд. Играла на позиции разыгрывающего защитника.

## Ранние годы
Талли Бевилаква родилась 19 июля 1972 года в городке Мерредин (штат Западная Австралия).